# Junín megye (Mendoza)
Junín egy megye Argentína nyugati részén, Mendoza tartományban. Székhelye Junín.

## Népesség
A megye népessége a közelmúltban a következőképpen változott:
| Év   | Lakosság |
| ---- | -------- |
| 2001 | 34 938   |
| 2010 | 37 859   |